# Vanessa Ferlito
Vanessa Ferlito, född 28 december 1980 i Brooklyn i New York, är en amerikansk skådespelerska med italiensk släktbakgrund. Hon är mest känd i rollen som ”Aiden Burn” i TV-serien CSI: New York.
Ferlito har haft små roller i flera TV-serier, däribland Tredje skiftet, I lagens namn och CSI: New York. I 24 medverkade hon i elva avsnitt. Hon hade även en mindre roll i filmen Spider-Man 2 2004.